# Bleach: Shattered Blade
Bleach: Shattered Blade, también conocido como Bleach Wii: Shiraha Kirameku Rinbukyoku o Bleach Wii: Hakujin Kirameku Rondo (en japonés BLEACH: 白刃きらめく輪舞曲 はくじんきらめくロンド), es un videojuego para Wii de Nintendo, desarrollado por Sega. Está basado en la popular serie de anime y manga, Bleach. El jugador es capaz de controlar la espada de los personajes del juego utilizando el Wiimote.